# Хосе Луїс Техада Сорсано
Хосе Луїс Техада Сорсано (ісп. José Luis Tejada Sorzano; 12 січня 1882 — 4 жовтня 1938) — болівійський правознавець і політик, якого військовики призначили президентом країни на час Чакської війни.

## Політична кар'єра
Упродовж всього свідомого життя був членом Ліберальної партії, яка безперервно правила країною з 1899 до 1920 року. Техада став членом Конгресу 1914 року, займав пост міністра фінансів в адміністрації президента Хосе Гутьєрреса 1917 року. 1931 року його партія об'єднала зусилля з Республіканською партією Даніеля Саламанки під час виборів. Після перемоги останнього на виборах Техада зайняв посаду віце-президента. Нова адміністрація одразу стикнулась зі значними економічними проблемами, пов'язаними зі світовою кризою та Чакською війною між Болівією та Парагваєм (1932—1935).
Під час перебування на посту віце-президента Техада не відзначився чимось особливим. В цьому кабінеті він грав «другу скрипку», так само як і всередині партії, реальним лідером якої був 70-річний колишній двічі президент країни Ісмаель Монтес (помер 1933). Однак ситуація докорінно змінилась, коли Саламанку було усунуто від влади в результаті військового перевороту 27 листопада 1934 року. З різних причин військовики вирішили самі не брати владу до своїх рук, тому новим главою держави став Техада.
Із приходом Техади на пост президента ліберали повернулись до влади вперше за 14 років. Майже одразу Техада виклопотав собі продовження терміну повноважень на рік, щоб перебувати при владі до завершення війни, яка мала доволі катастрофічні наслідки для Болівії. Воєнні дії тривали зі змінним успіхом. Допоки нарешті у червні 1935 року не було підписано угоду про припинення вогню.
Незважаючи на всі позитивні сторони Техади, військовики, очевидно, з самого початку не сприймали його як лідера держави, а тільки як лояльного виконавця задумів генерального штабу. Поступово авторитет Техади почав падати не тільки серед військовиків, а й серед решти населення.
У той же час адміністрація Техади мала значні економічні проблеми. Все це призвело до того, що його було остаточно усунуто від влади в результаті чергового військового перевороту під керівництвом майора Ермана Буша. Останній призначив на пост президента полковника Давида Торо.
Техада помер у Чилі за два роки, 4 жовтня 1938 року.